# ژبل

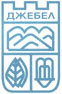
نماد ژبل

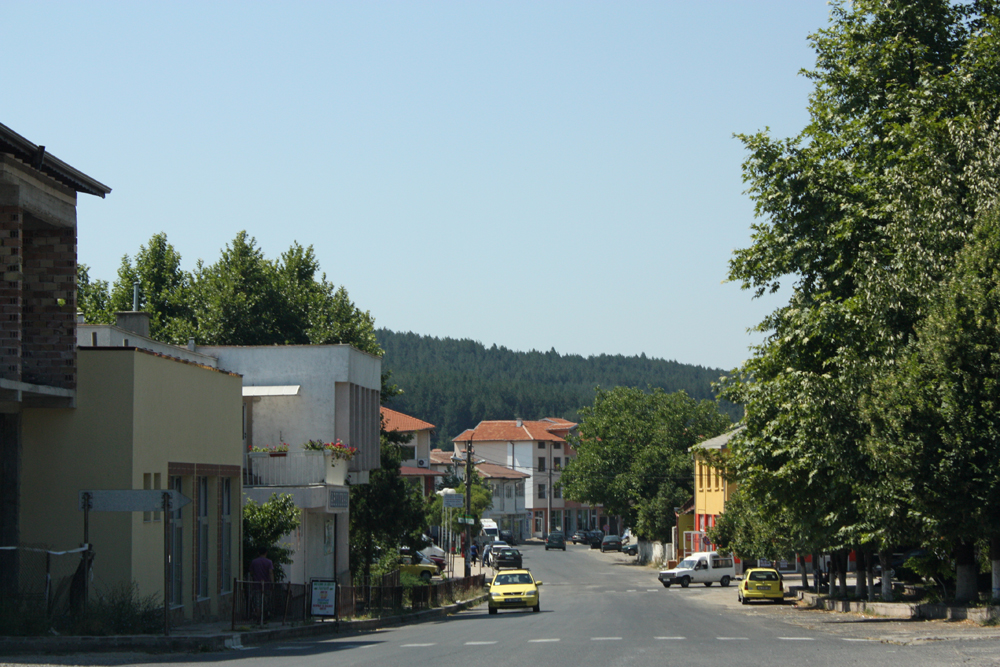
ناحیه مرکزی ژبل

ژبل (به بلغاری: Джебел) (به ترکی استانبولی: Cebel) شهری در استان کرجالی کشور بلغارستان است که جمعیت آن در سال ۲۰۰۱ میلادی ۲٬۸۷۱ نفر بوده‌است.